# Macropsis bitaeniata
Macropsis bitaeniata är en insektsart som beskrevs av Rauno E. Linnavuori 1978. Macropsis bitaeniata ingår i släktet Macropsis och familjen dvärgstritar. Inga underarter finns listade i Catalogue of Life.